# Фрідріх Гуйсген
Фрідріх Гуйсген (нім. Friedrich Huisgen; 1 березня 1915, Кельн — 14 квітня 1945, Каттегат) — німецький офіцер-підводник, капітан-лейтенант резерву крігсмаріне.

## Біографія
28 вересня 1936 року вступив на флот, до 5 лютого 1937 року проходив підготовку в 3-й роті 4-го морського артилерійського дивізіону (Куксгафен). 28 жовтня 1938 року звільнений у відставку. 25 серпня 1939 року призваний на службу, до січня 1940 року пройшов стрілецьку підготовку в 5-й роті училища повітряної розвідки та берегової артилерії (Місдрой). З червня 1940 року — командир 2-ї роти 803-го морського зенітного дивізіону (Вільгельмсгафен-Бреда-Брест). В березні-червні 1943 року пройшов підготовку в 2-й флотилії форпостенботів (Сен-Мало), з 30 серпня 1943 по 27 лютого 1944 року — курс підводника. З 28 лютого 1944 року — 1-й вахтовий офіцер на підводному човні U-1162. З 5 червня по 16 грудня 1944 року пройшов курс командира човна. З грудня 1944 по 4 квітня 1945 року — командир U-749, з 2 квітня 1945 року — U-235. 14 квітня 1945 року U-235 був потоплений німецьким міноносцем T17. Всі 46 членів екіпажу загинули.

## Звання
- Рекрут (28 вересня 1936)
- Єфрейтор морської артилерії (1 жовтня 1937)
- Оберєфрейтор морської артилерії (1 квітня 1938)
- Мат морської артилерії (1 червня 1938)
- Мат морської артилерії резерву (1 липня 1938)
- Фельдфебель морської артилерії резерву (27 жовтня 1938)
- Лейтенант служби озброєнь резерву (1 квітня 1940)
- Оберлейтенант служби озброєнь резерву (1 червня 1942)
- Оберлейтенант-цур-зее резерву (1 березня 1943)
- Капітан-лейтенант резерву (1 квітня 1945)

## Нагороди
- Залізний хрест
  - 2-го класу (28 квітня 1941)
  - 1-го класу (19 вересня 1942)
- Нагрудний знак морської артилерії (9 липня 1942)